# دره‌چینه (سلطان‌داغی)
دره‌چینه (به ترکی استانبولی: Dereçine) یک منطقهٔ مسکونی در ترکیه است که در سلطان‌داغی واقع شده‌است.